# Michel Lerousseau
 (juillet 2019).
Michel Lerousseau, né à Toulon, est un acteur et chanteur français.

## Biographie[1]
Il se forme à l'école de théâtre Les Enfants Terribles dirigée par J.B Feitussi et intègre également le Studio Alice Dona.
Il tourne pour la télévision dans diverses séries ainsi qu’au cinéma. En 2018, on le retrouve dans le film Première Année de Thomas Lilti, ou il campe le rôle d’un chirurgien Serge Sitbon (le père de William Lebghil) ; le film connait un grand succès avec plus d’un million d’entrées au cinéma. La même année, il tourne dans deux autres longs métrages, Deux moi de Cédric Klapisch  et Au nom de la terre d’Edouard Bergeon, à l'affiche en septembre 2019.
Les comédies musicales croisent régulièrement son chemin. Il joue entre autres dans divers spectacles comme Un violon sur le toit (nomination Molières 2006) et Panique à bord (nomination Molières 2008). En 2008, il joue le rôle de Salomon dans l’adaptation en comédie musicale des Aventures de Rabbi Jacob mise en scène par Patrick Timsit, aux côtés d'Éric Métayer et Marianne James. Il incarne ensuite Shrek au Casino de Paris (2012). En 2016, il est le marquis de la Mole avec la troupe de l’opéra-rock Le Rouge et Le Noir mis en chansons par Zazie. Dernièrement, il jouait au Théâtre Édouard-VII le capitaine Nemo dans la comédie musicale Jules Verne (nomination Molières 2019).
Entre-temps, Lerousseau joue dans plusieurs productions théâtrales comme Sunderland de Clément Koch (2011) ou plus récemment en 2017 La Garçonnière, de Billy Wilder et I.A.L Diamond, unanimement saluée par la critique, mise en scène par José Paul, au Théâtre de Paris. Il jouera prochainement dans la nouvelle pièce de Marc Fayet, 2 euros 20 au Théâtre Rive Gauche, mise en scène par José Paul.
En 2017, il est choisi par Disney-Pixar pour interpréter la chanson phare du film d’animation Coco, Ne m’oublie pas.
En 2019, il prête sa voix au personnage de Scar dans le remake du classique d’animation des studios Disney Le Roi lion réalisée par Jon Favreau, sortie en juillet 2019 en France. Il succède alors à Jean Piat décédé en 2018.

## Filmographie

### Cinéma[2]

#### Longs métrages
- 2016 : La Tour de contrôle infernale d’Éric Judor : Moustachious moqueur
- 2017 : Première Année de Thomas Lilti : Serge Sitbon
- 2018 : Damien veut changer le monde de Xavier de Choudens
- 2019 : Au nom de la terre d’Édouard Bergeon

#### Moyens métrages
- 2002 : Abîmes de Benoit Valère

#### Courts métrages
- 1995 : Panne de pointeuse de Philippe Dorison
- 2001 : La Fille de l’aube de Benoit Valère
- 2013 : Ce sera tout d'Élodie Navarre
- 2014 : Bubble Blues de Patrick Volve

### Télévision[3]
- La Grande débrouille, sketches pour émission télévisée
- 1976-2006 : Commissaire Moulin de Denis Amar
- 2000 : Blague à part – saison 2, épisodes Burnes et Mémère de Pascal Graffin
- 2005 : Brasier d’Arnaud Sélignac
- 2006 : Une famille formidable – saison 6 de Joël Santoni
- 2011 : Une famille formidable – saison 9 de Joël Santoni
- 2013 : Fais pas ci, fais pas ça – saison 6 de Laurent Dussaux
- 2014 : Le Sang de la vigne – saison 5 de Régis Musset
- 2015 : Profilage – saison 6 de Chris Briant
- 2015 : WorkinGirls de Sylvain Fusée
- 2015 : Cherif – saison 2 de Chris Briant : Vincent Simonetti
- 2016 : Profilage – saison 7 de Sébastien Cirade
- 2017 : Scènes de ménages de Xavier de Choudens
- 2017 : Le temps des égarés de Virginie Sauveur : Juge des enfants
- 2017 : L'Art du crime – saison 2, épisode 3 de Chris Briant : Père Thomas
- 2018 : Temps de chien ! d'Édouard Deluc : Michel

## Théâtre
- ???? : Fragments désir de Koltes, mise en scène par Schula Sigfried
- 2023 : Berlin Berlin de Patrick Haudecœur et Gérald Sibleyras, mise en scène José Paul, Théâtre Fontaine
- 2011 : Sunderland de Clément Koch, mise en scène par Stéphane Hillel
- 2017 : La Garçonnière de Billy Wilder et I.A.L Diamond, mise en scène par José Paul
- 2019 : 2 euros 20 de Marc Fayet, mise en scène par José Paul

### Théâtre musical
- 1996 : Mon homme de Céline Bothorel
- 1996 : Swing History
- 1997 : Smack de Chantal Alvès
- 2003 : Merlin l’Enchanteur de Ned Grujic[4]
- 2006 : Un violon sur le toit de Stéphane Laporte, mise en scène par O. Benezech et J. Deschaux[4]
- 2007 : Panique à bord de Stéphane Laporte, mise en scène par Agnès Boury
- 2008 : Les Aventures de Rabbi Jacob de Patrick Timsit[4]
- 2011 : Que Viva Offenbach de Jacques Decombe
- 2012 : Shrek : la comédie musicale de Ned Grujic[4]
- 2015 : Le voyage extraordinaire de Jules Verne
- 2016 : Le Rouge et le Noir de Laurent Seroussi et François Chouquet
- 2018 : Jules Verne de Nicolas Nebot

## Doublage

### Cinéma

#### Films
- 2019 : Le Roi lion : Scar (Chiwetel Ejiofor) (voix)
- 2019[n 1] : L'Homme du labyrinthe : le prêtre (Diego Facciotti)
- 2020 : Nomadland : ? (?)
- 2021 : Macbeth : Banquo (Bertie Carvel)
- 2022 : Pinocchio : Grand Coquin (Keegan-Michael Key) (voix)
- 2022 : Bones and All : Brad (David Gordon Green)
- 2023 : Bird Box Barcelona : ? (?)
- 2023 : Killers of the Flower Moon : ? (?)
- 2023 : Wonka : Larry Chucklesworth (Rich Fulcher)
- 2023 : Rebel Moon - Partie 1 : Enfant du feu : Faunus (Brandon Auret (en))
- 2024 : Bob Marley: One Love : ? (?)
- 2024 : Rebel Moon - Partie 2 : L'Entailleuse : ? (?)
- 2024 : Gladiator 2 : ? (?)
- 2025 : Blanche-Neige : Atchoum (Jason Kravits) (voix)

#### Films d'animation
- 2017 : Coco : Ernesto de la Cruz (chants, sauf De bons conseils)
- 2022 : Pinocchio : Sebastian J. Cricket[5]
- 2022 : Ernest et Célestine : Le Voyage en Charabie : Naboukov (création de voix)
- 2023 : Il était une fois un studio : Scar[6] (court métrage)

### Télévision

#### Séries télévisées
- 2018 : Better Call Saul : le lieutenant Troy Hoffman (Lane Garrison) (2e voix, saison 4)
- 2018 : Harry Bosch : le capitaine John Garwood (William Russ) (saison 4)
- 2020 : Losing Alice : ? (?) (mini-série)
- 2023 : Le Pouvoir : ? (?) (saison 1, épisodes 8 et 9)
- 2023 : Bosch: Legacy : l'agent Lucas Jones (Vincent Laresca) (saison 2)
- 2024 : Masters of the Air : ? (?) (mini-série)
- 2024 : Bodkin (en) : Damien (Charlie Kemp (en))
- 2024 : Those About to Die : Leto (Vincent Riotta (en))

### Jeux vidéo
- 2023 : Final Fantasy XVI : ?